# From the Inside
From the Inside ist das vierte Soloalbum und das elfte Studioalbum des Musikers Alice Cooper. Es erschien am 17. November 1978.

## Hintergrund
Alice Cooper war 1977 auf dem Zenit seiner Alkoholsucht angelangt. Nach der King of the Silver Screen-Tour begab er sich in ein New Yorker Sanatorium.
Die Erfahrung hieraus verarbeitete er zum Konzeptalbum From the Inside. Der Albumtitel kann verschieden interpretiert werden: From the Inside als aus dem Inneren des Sanatoriums sowohl als aus dem Inneren (der Psyche).
Cooper holte für das Songwriting Bernie Taupin mit ins Boot. Taupin hatte mit Elton John jahrelang zusammengearbeitet, aufgrund von Zerwürfnissen die Partnerschaft jedoch pausiert. Taupin brachte Davey Johnstone und Dee Murray aus der Elton John-Band mit. Gastbeiträge gab es zudem von Kiki Dee und den Toto-Bandmitgliedern Bobby Kimball, David Hungate, Steve Porcaro und Steve Lukather.
Das Album enthielt in der Vinyl-Version einige Gimmicks und aufklappbare Elemente. So wurde Cooper in Zwangsjacke sichtbar oder ein Gruß an den 1978 verstorbenen Freund Keith Moon.
Cooper hatte seine Sucht jedoch nicht endgültig besiegt, zudem brachte ihn Taupin zu Kokain. Erst 1983 pausierte Cooper seine Karriere und begab sich erneut in Therapie.

## Singleauskopplungen
Aus dem Album erschienen zwei Singleauskopplungen. Die Ballade How You Gonna See Me Now erschien am 9. Oktober 1978 und erreichte Platz 12 der US-Singlecharts. From the Inside folgte im Februar 1979.

## Titelliste
Cooper, Taupin und Wagner waren bei allen Songs am Songwriting beteiligt. Weitere wie aufgeführt.
| Nr. | Titel                             | Autor(en)              | Länge |
| --- | --------------------------------- | ---------------------- | ----- |
| 1.  | From the Inside                   | David Foster           | 3:55  |
| 2.  | Wish I Were Born in Beverly Hills |                        | 3:38  |
| 3.  | The Quiet Room                    |                        | 3:52  |
| 4.  | Nurse Rozetta                     | Steve Lukather, Foster | 4:15  |
| 5.  | Millie and Billie                 | Bruce Roberts          | 4:15  |

| Nr. | Titel                     | Autor(en)        | Länge |
| --- | ------------------------- | ---------------- | ----- |
| 6.  | Serious                   | Foster, Lukather | 2:44  |
| 7.  | How You Gonna See Me Now  |                  | 3:57  |
| 8.  | For Veronica’s Sake       |                  | 3:37  |
| 9.  | Jackknife Johnny          |                  | 3:45  |
| 10. | Inmates (We’re All Crazy) |                  | 5:03  |

## Besetzung
- Dennis Conway – Schlagzeug
- Alice Cooper – Gesang
- David Foster – Keyboard
- Jay Graydon – Gitarre, Synthesizer
- David Hungate – Bass
- Davey Johnstone – Lead-Gitarre, Begleitgesang
- Jim Keltner – Perkussion
- Robbie King – Keyboard
- Marcy Levy – Gesang in „Millie and Billie“
- Steve Lukather – Gitarre
- Fred Mandel – Keyboard
- Dee Murray – Bass
- Rick Nielsen – Gitarre
- John Pierce – Bass
- Steve Porcaro – Synthesizer
- Michael Ricciardella – Schlagzeug
- Rick Shlosser – Schlagzeug
- Leland Sklar – Bass
- Dick Wagner – Lead-Gitarre

sowie
- Bill Champlin, Kiki Dee, Flo & Eddie, Tom Kelly, Bobby Kimball, Sheryl Cooper, The Totally Committed Choir – Begleitgesang

## Rezeption

### Rezensionen
Obwohl Alice Cooper „Herzblut“ in das Album steckte und es sein „classiest sounding album“ nennt, erhielt es lediglich gemischte Kritiken. Stilistisch sei es zu „glatt“ und zu „professionell“ produziert. Das Gegenteil hätte die vorigen Alben ausgemacht. Tom Carson bemerkte in seiner Rezension, ob man überhaupt einem „höflichen Anarchisten“ zuhören wolle.

### Charts und Chartplatzierungen
| ChartsChartplatzierungen       | Höchstplatzierung | Wochen |
| ------------------------------ | ----------------- | ------ |
| Vereinigtes Königreich (OCC)   | 68 (3 Wo.)        | 3      |
| Vereinigte Staaten (Billboard) | 60 (11 Wo.)       | 11     |